# Unterwäsche

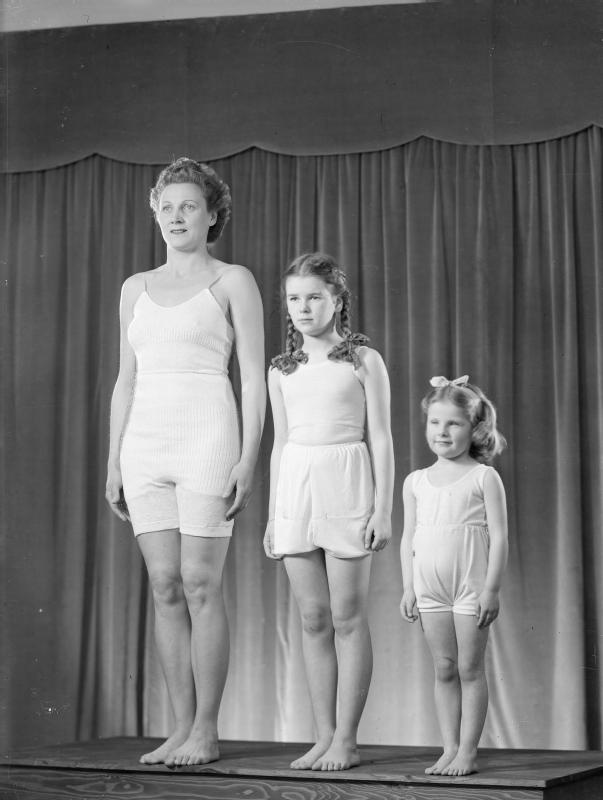
Damenunterwäsche (1943)

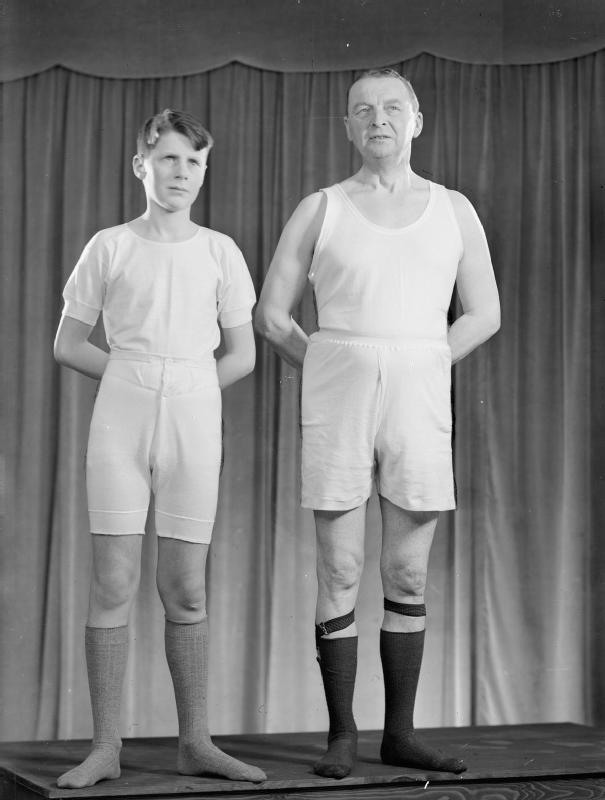
Herrenunterwäsche (1943)

Unterwäsche oder Unterkleidung (auch Leibwäsche, auch Dessous, Lingerie [lɛ̃ʒ(ə)riː] oder Weißwaren) bezeichnet Kleidungsstücke, die unter der Oberbekleidung direkt auf der Haut getragen werden.

## Geschichte

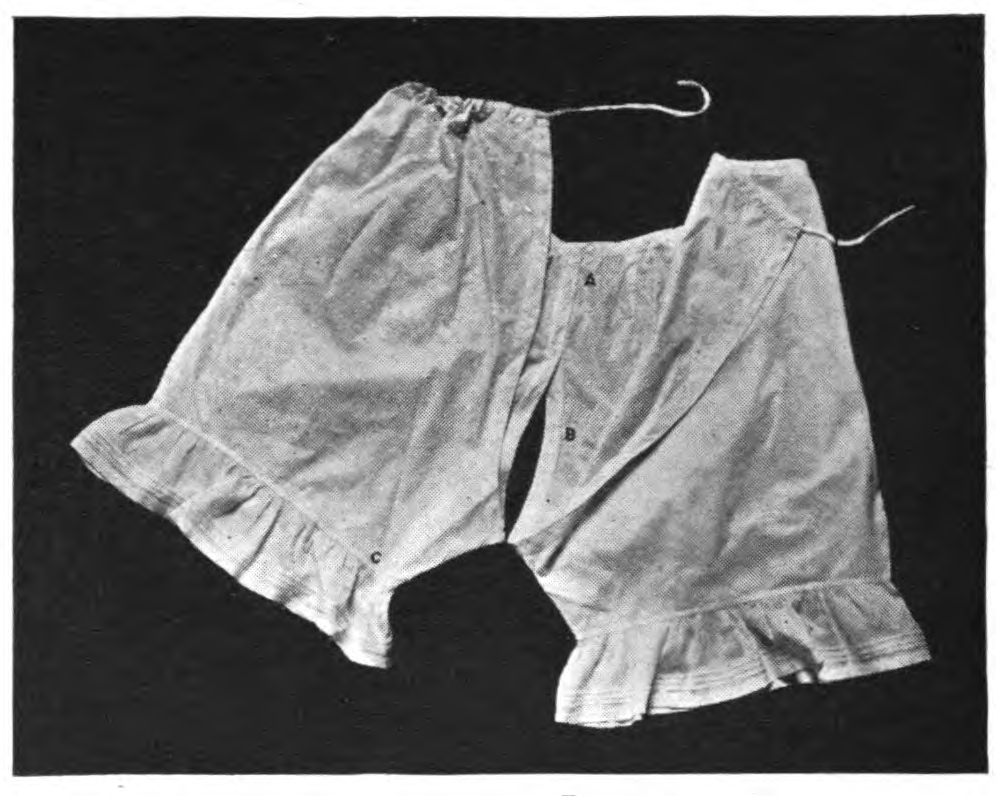
Offene Damenunterhose, auch Brunzhose genannt

Eines der ältesten Kleidungsstücke und die einfachste Form der Unterwäsche ist der Lendenschurz. Der Lendenschurz wurde im altägyptischen Mittleren Reich zur Unterwäsche, als lange Gewänder aufkamen und der zuvor offen getragene Schurz nun als Unterwäsche diente. Die Völker Kleinasiens, etwa die Hebräer und die Hethiter, nutzten eine beinlose Lendenhose als Unterbekleidung. In der Bronzezeit trugen Männer unter dem Rock einen knielangen, um die Hüften gewickelten Schurz, der mit einer Wollschnur gehalten wurde. Die Kelten und Germanen trugen die kurze Bracae wahrscheinlich noch als alleiniges Beinkleid, das im Mittelalter als Bruoch zur Unterhose wurde. In altrömischer Zeit trugen Männer und Frauen unter dem Obergewand das Subligaculum, Frauen zusätzlich noch das Fascia pectoralis (griech. stróphion).

### Mittelalter
Im Mittelalter wurde die Unterbekleidung beider Geschlechter unter dem Begriff Niderkleit oder Nidergewant zusammengefasst. In der 2. Hälfte des 15. Jahrhunderts trugen Männer enge Hosen, unter denen wahrscheinlich keine Unterhose getragen wurde. Mieder und Unterrock wandelten sich von einer taillenbetonten Silhouette während des Mittelalters, hin zur schlanken Silhouette des 14. und 15. Jahrhunderts, die mit dem zeitgleich aufkommenden Korsetts möglich wurde.
Im 16. und 17. Jahrhundert gab es in Europa sowohl knie- bis wadenlange Unterhosen, als auch kurze Unterhosen. Beide Arten waren hinten offen und wurden mit einem Band im Taillenbund vorne zusammengebunden. Um 1600 verbreitete sich aus Italien die knielange Unterhose für Frauen in Europa, Caleçons genannt, die schon ab ca. 1700 allein den Männern vorbehalten blieb. Frauen trugen von da an, mit wenigen regionalen Ausnahmen, bis in die Mitte des 19. Jahrhunderts keine Unterhosen mehr.

### 1800
Im 18. Jahrhundert trugen Frauen Hemden, Strümpfe und Unterröcke (bzw. Unterkleider) als Unterwäsche. Korsetts waren zwar Unterkleidung, aber nicht „Wäsche“, da sie nicht gewaschen werden konnten. Männer pflegten zur gleichen Zeit ihre langen Hemden zwischen den Beinen hindurchzuziehen, so dass sie auch die Stelle der Unterhose vertraten. Ab dem späten 18. Jahrhundert sind spezielle Männerunterhosen belegt, die knie- oder knöchellang sein konnten. Sie hatten ein breites Hüftband oder eine Bundschnur, waren vorne mit Knöpfen verschlossen und mit einer Art Eingriff versehen.
Um 1870 verbreiteten sich lange Unterhosen aus Baumwoll- oder Seidentrikot, um 1880 kam die Wollunterwäsche von Gustav Jäger in Mode. Frauen trugen nach den auch modischen Umwälzungen der Französischen Revolution Trikots unter den durchsichtigen Musselinkleidern der Mode à la grecque, sowie knöchellange „Pantalons“, die unter der Chemise hervorschauten. Diese auch „Drawers“ oder „Pantalettes“ genannten langen Unterhosen blieben bis in die Mitte des 19. Jahrhunderts in der Kinderkleidung erhalten. Mit Aufkommen der Krinoline in den 1840er Jahren verbreiteten sich Damenunterhosen in fast allen Bevölkerungsschichten der Stadtbevölkerung. Sie waren wadenlang, ab den 1870er Jahren knielang und bestanden meist nur aus zwei von einer Schnur in der Taille zusammengehaltenen Hosenbeinen, die im Schritt offen waren. Ab den 1880er Jahren, im Zuge der Reformbewegung, kamen geschlossene Unterhosen für Damen auf, die aus Seide, Flanell, Batist, Musselin, Baumwolle oder Wolle sein konnten.

### 1900
Anfang des 20. Jahrhunderts entwickeln sich die heute bekannten Formen der Unterwäsche. Im Verlauf des Jahrhunderts entwickelten sich Teile der Unterwäsche zu Oberbekleidung fort, so entsteht z. B. das T-Shirt aus dem Männerunterhemd.

### Weißware
Unterwäsche wurde bis ins 19. Jahrhundert häufig aus weißem Leinen gefertigt und „Weißware“ genannt: Leinen war relativ billig und im Gegensatz zu Wolle gut waschbar. Baumwolle wurde erst im frühen 19. Jahrhundert allgemein erschwinglich. Weiß wurde aus mehreren Gründen gewählt:
- Leinen muss (u. a. von Personal) aufwendig gebleicht werden, bis es weiß ist. Daher ist weißer Stoff ein Statussymbol.
- Weißer Stoff bleibt nicht lange weiß. Genug Wäsche zu besitzen, um sie wechseln zu können, bevor sie verschmutzt, ist ein Statussymbol.
- Nur ungefärbter Stoff konnte mit allen chemischen (z. B. Chlorlauge) und mechanischen (Rubbeln) Mitteln behandelt werden, die nötig waren, um Flecken vollständig zu entfernen. Gefärbter Stoff würde solcher Behandlung nicht standhalten.

Diese Vorliebe für Weiß hat sich bis heute gehalten. Bis ins 20. Jahrhundert wurden (Unter-)Wäschegeschäfte deshalb „Weißwarengeschäfte“ genannt.

## Material
Unterwäsche ist heute in der Regel aus bequemen und hautfreundlichen Materialien wie Baumwoll-Feinripp oder Seide hergestellt, war in der Geschichte aber auch aus Leinen, Flanell, Batist, Musselin oder Wolle. Unterwäsche oder auch Bekleidung allgemein aus Gestricken oder Gewirken wird auch Trikotage genannt. Daneben haben sich in den vergangenen Jahrzehnten Kunstfasern (Polyamid, Polyester) zunehmend verbreitet. Seit jüngerer Zeit werden vermehrt synthetisch hergestellte Materialien als Mikrofaser verwendet.

## Arten
Folgende Arten von Unterwäsche werden unterschieden:
| Bezeichnung                                                  | Weitere Namen           | Beschreibung | Varianten/Siehe auch                                         |
| Ganzer Körper                                                | Ganzer Körper           | Ganzer Körper | Ganzer Körper                                                |
| ------------------------------------------------------------ | ----------------------- | --- | ------------------------------------------------------------ |
| Lange Unterwäsche Langärmliges Unterhemd und lange Unterhose | Liebestöter             | Ein häufig zweiteiliges Unterwäscheset, das während der kalten Jahreszeit getragen wird. Die Hose reicht bis zu den Knöcheln.                                                                                             | - Thermounterwäsche aus Kunstfasern                          |
| Shapewear                                                    | Miederwaren             | Stützende und formende Unterkleidung. | - Korselett - Korsett - Miederhose                           |
| Unterkleid                                                   | Combinaison             | Ein Kleid, das zum Wärmeerhalt unter der (rauen) Oberkleidung getragen wird. | - Unterrock                                                  |
| Oberkörper                                                   |                         | |                                                              |
| Unterhemd                                                    | Tank top, Unterleibchen | Unterhemden sind meist weiße, aus Baumwolle gefertigte Hemden, die von beiden Geschlechtern am Oberkörper getragen werden.                                                                                                | - Achselshirt - Netzhemd - Top                               |
| Büstenhalter                                                 | BH                      | Besteht aus zwei „Körbchen“ für die Brüste, die durch ein Band verbunden sind. Ein weiteres meist elastisches Band wird auf dem Rücken zusammengeknüpft oder durch Ösen befestigt. Zwei Träger führen über die Schultern. | - Still-BH                                                   |
| T-Shirt                                                      | Sport-Leibchen          | Ein Kleidungsstück, das den Oberkörper komplett bedeckt und in der Regel weder Knöpfe noch Taschen hat. |                                                              |
| Unterkörper                                                  |                         | |                                                              |
| Unterhose                                                    |                         | Kleidungsstück, das das Gesäß oder den Anus (Stringtanga) und die Geschlechtsorgane bedeckt. | - Slip - Boxershorts - Retropants - Menstruationsunterwäsche |

## Trivia
Im Allgemeinen ist es gebräuchlich Unterwäsche, insbesondere Unterhosen, zu tragen. Anlass für große Diskussionen in der Presse gab etwa Sarah Connor, als sie in einer Sendung von Wetten, dass..? scheinbar keine Unterhose unter ihrem Kleid trug.